# Лу, Эдвард
Э́двард Цзан «Эд» Лу (англ. Edward Tsang «Ed» Lu; род. 1963) — астронавт НАСА. Совершил три космических полёта: два на шаттлах: STS-84 (1997, «Атлантис»), STS-106 (2000, «Атлантис») и один на российском Союз ТМА-2 (2003), совершил один выход в открытый космос, физик.

## Личные данные и образование

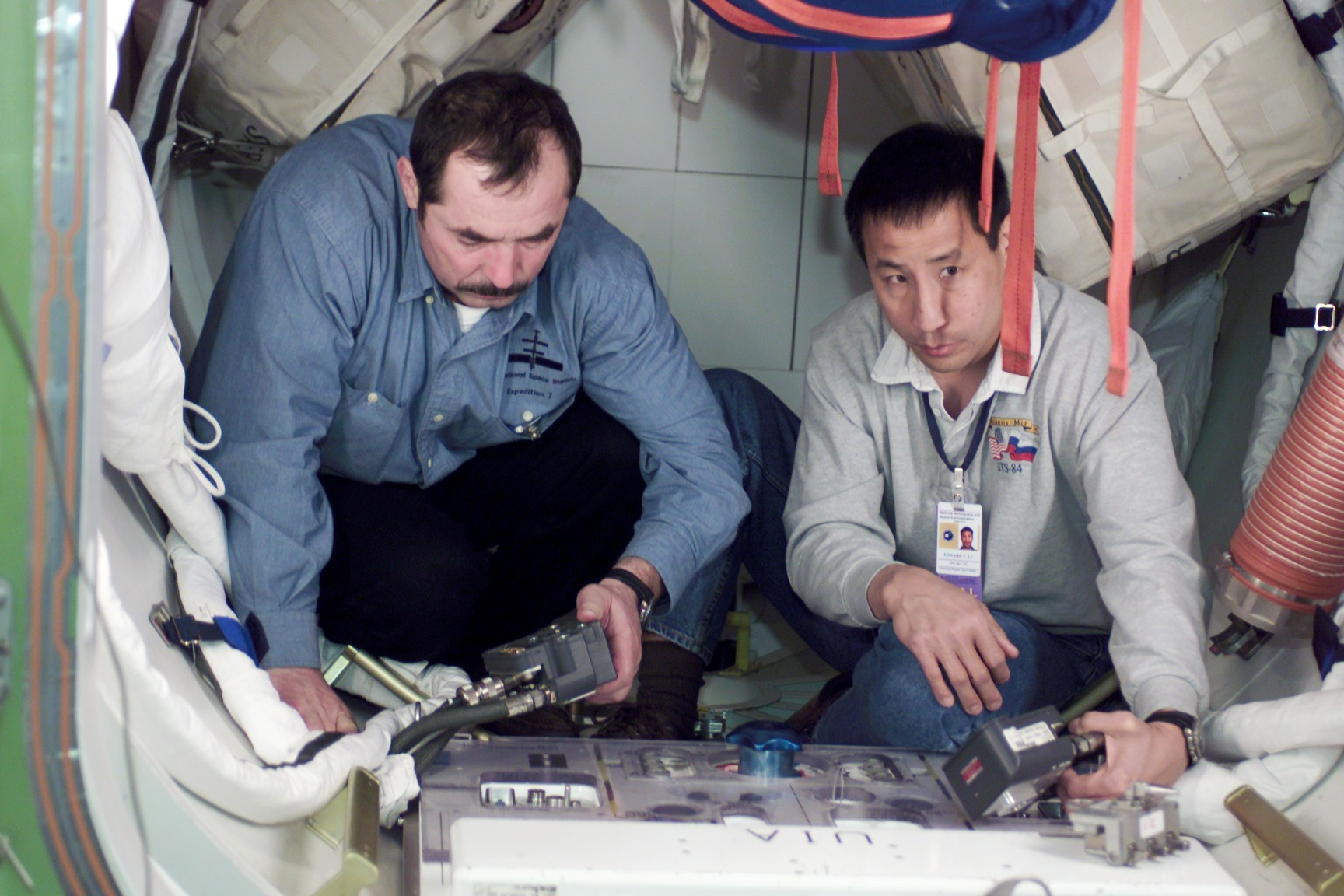
Эдвард Лу (справа) на тренировке.

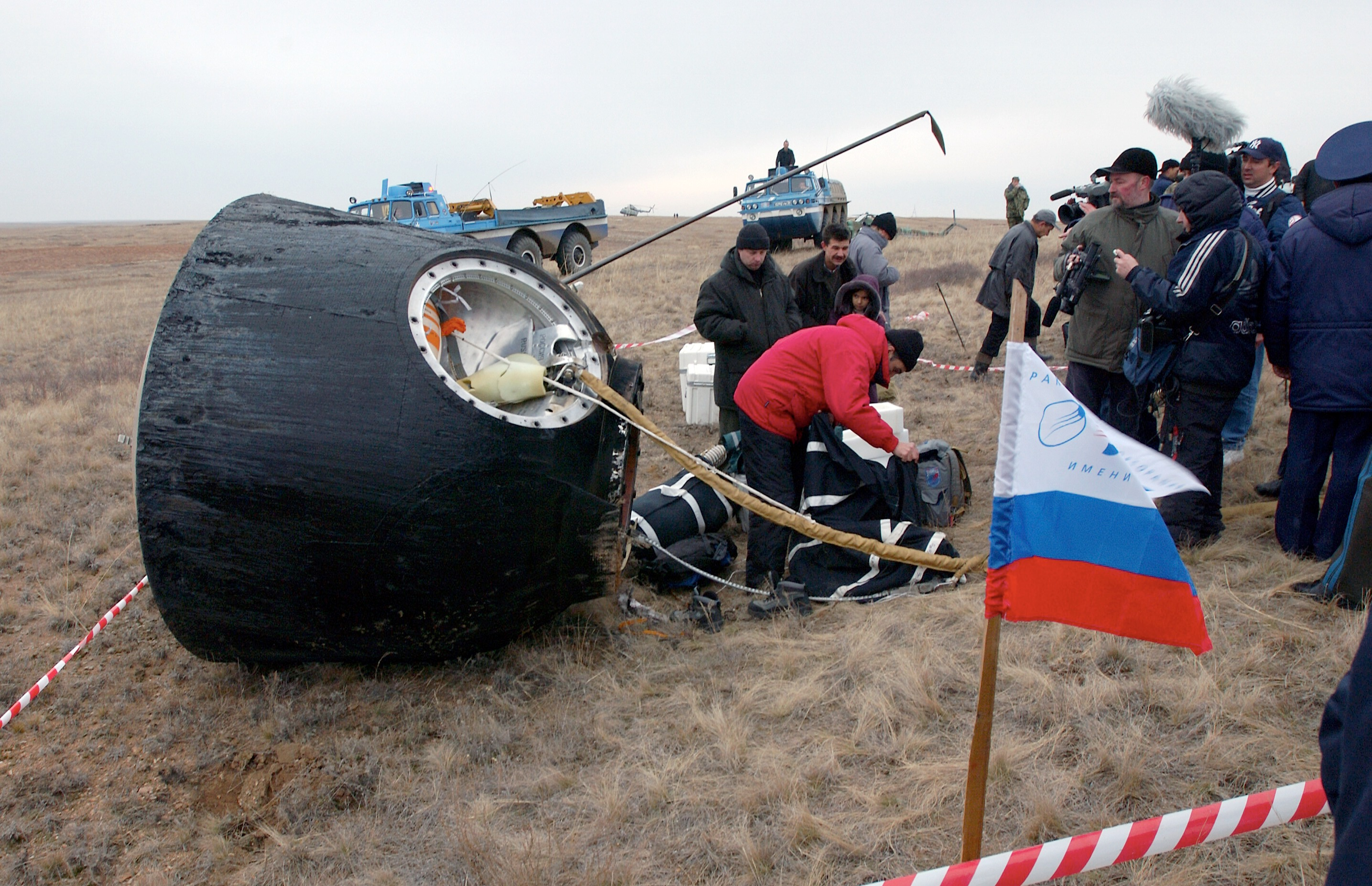
Союз ТМА-2 после приземления.

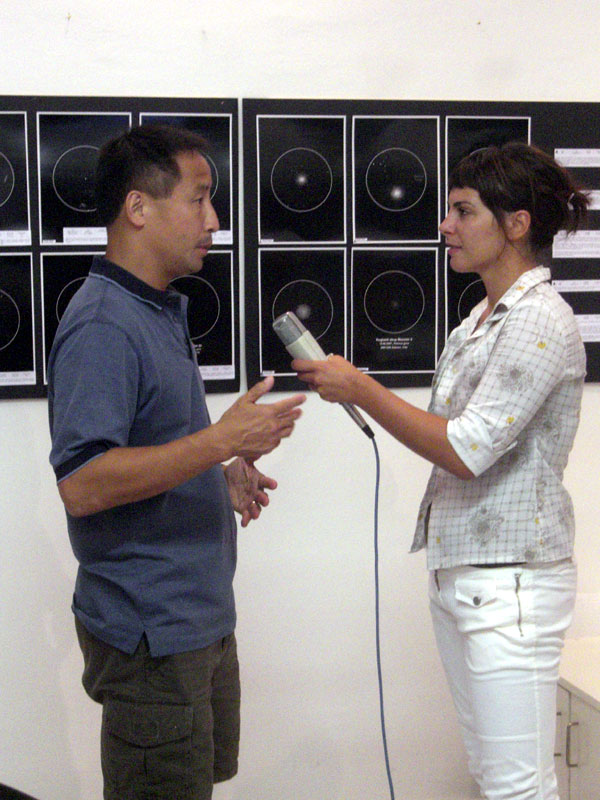
Эдвард Лу (2007 год) даёт интервью.

Эдвард Лу родился 1 июля 1963 года в городе Спрингфилд, штат Массачусетс, но своим родными считает города Гонолулу, штат Гавайи и Уэбстер, штат Нью-Йорк, где в 1980 году окончил среднюю школу. В 1984 году получил степень бакалавра в области электротехники в Корнеллском университете, в Итаке, штат Нью-Йорк. В 1989 году получил степень Ph. D. в области прикладной физики в Стэнфордском университете, Калифорния.
Холост. Он любит высший пилотаж, тренировки по борьбе, играть на пианино, теннис, сёрфинг, катание на лыжах, путешествия. Его родители, Чарли и Шоулилу Лу, проживают в городе Фремонт, штат Калифорния.

## До НАСА
Занимался исследованиями в области физики Солнца и астрофизики. Он был приглашён в Главную обсерваторию в Боулдере, штат Колорадо, работал здесь с 1989 до 1992 года, последний год — совместно с Лабораторией астрофизики при Университете Колорадо. С 1992 по 1995 год работал научным сотрудником Института астрономии в Гонолулу, Гавайи. Доктором Лу был разработан ряд новых теоретических взглядов, которые изменили основные понятия физики солнечных вспышек. Он опубликовал статьи по широкому кругу вопросов, включая солнечные вспышки, космологию, солнечные колебания, статистическую механику и физику плазмы. Он прочитал более 20 лекций в различных университетах и на международных конференциях. Он имеет сертификат коммерческого пилота на многомоторных самолётах.

## Подготовка к космическим полётам
В декабре 1994 года был зачислен в отряд НАСА в составе пятнадцатого набора, кандидатом в астронавты. С июня 1995 года стал проходить обучение по курсу Общекосмической подготовки (ОКП). По окончании курса, в мае 1996 года получил квалификацию «специалист полёта» и назначение в Офис астронавтов НАСА. Первоначально он был направлен на решение технических вопросов в отделение компьютерной поддержки электроники шаттлов.

## Полёты в космос
- Первый полёт — STS-84[3], шаттл «Атлантис». C 15 по 24 мая 1997 года в качестве «специалиста полёта». В программу полёта входило проведение шестой стыковки шаттла с российской орбитальной станцией «Мир», доставка и возвращение грузов, ротация экипажа станции, выполнение различных экспериментов[4]. Продолжительность полёта составила 9 суток 5 часов 21 минуту[5].
- Второй полёт — STS-106[6], шаттл «Атлантис». C 8 по 20 сентября 2000 года в качестве «специалиста полёта». В грузовом отсеке шаттла располагался двойной транспортный модуль «Спейсхэб», в котором были размещены материалы и оборудование, доставляемое на Международную космическую станцию (МКС). Основные задачи — подготовка станции к прибытию первого экипажа (МКС-1) и монтажные работы вне станции. Во время полёта выполнил один выход в открытый космос: 11 сентября 2000 года — продолжительностью 6 часов 14 минут. Была установлена стрела длиной 2 метра с магнитометром на внешней стороне станции и несколько кабелей между модулем Заря и новым модулем Звезда. Из 9 необходимых волоконно-оптических кабелей были установлены 4. Продолжительность полёта составила 11 суток 19 часов 11 минут[7].

В марте 2001 года приступил к подготовке в составе основного экипажа из трёх человек МКС-7, но после катастрофы шаттла Колумбия в феврале 2003 года экипаж был сокращён до двух человек. С 25 февраля 2003 года продолжил подготовку к полёту на Международную космическую станцию (МКС) на ТК «Союз ТМА-2» вместе с Ю. Маленченко.
- Третий полёт — Союз ТМА-2[8], с 26 апреля по 28 октября 2003 года в качестве бортинженера основной долговременной экспедиции МКС-7. Доставка на борт МКС экипажа 7-й экспедиции, доставка около 2 тонн топлива, а также продуктов питания, воды и воздуха. Плановая замена корабля «Союз ТМА-1» на «Союз ТМА-2», работающего с 1 ноября 2002 года в составе орбитального комплекса МКС в качестве корабля-спасателя. Во время седьмой экспедиции были осуществлены работы по обслуживанию и разгрузке ТКГ «Прогресс М1-10» (расстыковка и стыковка), «Прогресс М-47» (расстыковка), «Прогресс М-48» (стыковка) и «Союз ТМА-3». Были проведены научные исследования и эксперименты по российской и американской программам[9]. Член экипажа МКС-7 Эдвард Лу, в память о погибшем экипаже «Колумбия STS-107», на рукаве своего комбинезона, помимо основной эмблемы, носил эмблему миссии STS-107. Это был первый в истории случай, когда астронавт носит пэтч другой миссии. Во время работы экспедиции МКС-7 был совершен первый пилотируемый полёт китайского космического корабля. Узнав об этом, Эдвард Лу, имеющий китайские корни (его родители родились в Китае), передал на землю послание на китайском языке — «Добро пожаловать в космос. Желаю успеха». По завершении работы в космосе, станция была передана экипажу 8-й основной экспедиции. Продолжительность полёта составила 184 дня 22 часа 46 минут.

Общая продолжительность внекорабельной деятельности (ВКД) за 1 выход — 6 часов 14 минут. Общая продолжительность полётов в космос — 205 дней 23 часа 18 минут.

## После полётов
10 августа 2007 года Лу объявил, что он уходит в отставку из НАСА, и стал работать в Google. 28 июня 2012 года, Лу вместе с астронавтом Расти Швайкартом (Аполлон-9) и доктором Скоттом Хаббардом, астрофизиком из Стэнфордского университета, объявили о создании Фонда, который будет финансироваться из частных источников для строительства, запуска и эксплуатации первого телескопа, который будет запущен в глубокий космос под названием «Sentinel». Этот космический телескоп будет запущен на орбиту вокруг Солнца, будет летать на расстоянии около 170 миллионов километров от Земли, где будет обнаруживать и отслеживать все движущиеся объекты, в том числе астероиды, представляющие угрозу для жизни на Земле.

## Личная жизнь
Увлечения: пилотаж, фортепиано, теннис, серфинг, лыжи, путешествия. Тренер по борьбе. Радиолюбитель с позывным KC5WKJ.

## Награды и премии
- Медаль «За заслуги в освоении космоса» (12 апреля 2011 года, Россия) — за большой вклад в развитие международного сотрудничества в области пилотируемой космонавтики[12].

Награждён: Медаль «За космический полёт» (1997, 2000 и 2003) и многие другие.